# Réserve naturelle de Kurefjorden
La réserve naturelle de Kurefjorden est une réserve naturelle norvégienne située dans les communes de Moss et de Rade, Østfold. La réserve naturelle est située dans les eaux peu profondes du Kurefjorden entre Larkollen à Rygge et la presqu'île d'Oven, et a, depuis 1985, le statut de site ramsar, en raison de son importance pour les oiseaux migrateurs.
La réserve a été créée en 1978 parce que c'est un domaine important pour le repos des canards et échassiers au moment de leur migration au printemps et en automne, y compris pour les sarcelles, canard colvert, combattant et bécasseau. Il y est observé autour de 250 espèces différentes d'oiseaux, et la zone est considérée comme le site le plus important pour les échassiers migrateurs dans les environs d'Oslo. 
Kurefjorden est un fjord peu profond : aucune partie de ce fjord est à une profondeur supérieure à 7 mètres. À l'intérieur du fjord on trouve de grandes étendues de vase à marée basse. S'y développent, entre autres, salicorne, zostère et ruppia. La côte est constituée de prairies humides et de champs. 
Le fjord est considéré comme le meilleur site pour l'observation des oiseaux dans la région. Il y a une tour d'observation des oiseaux à Rygge.